# Nyctinomops laticaudatus
Nyctinomops laticaudatus е вид бозайник от семейство Булдогови прилепи (Molossidae).

## Разпространение
Видът е разпространен в Аржентина, Белиз, Боливия, Бразилия, Венецуела, Гватемала, Гвиана, Еквадор, Колумбия, Куба, Мексико (Тамаулипас и Халиско), Панама, Парагвай, Перу, Салвадор, Тринидад и Тобаго, Уругвай, Френска Гвиана и Хондурас.